# Dóra Horváth
Dóra Horváth (ur. 4 marca 1988 w Budapeszcie) – węgierska siatkarka, reprezentantka kraju, grająca jako przyjmująca. Od sezonu 2016/2017 występuje w tureckiej drużynie Bursa Büyükşehir Belediyesi.

## Sukcesy klubowe
Mistrzostwo Węgier:
- 2005

Mistrzostwo Azerbejdżanu:
- 2014, 2015

Puchar Challenge:
- 2017

## Sukcesy reprezentacyjne
Liga Europejska:
- 2015